# Свободы воздушного пространства
Свободы воздушного пространства представляют собой набор правил гражданской авиации, дающих право авиакомпаниям одной страны входить в воздушное пространство другой страны и приземляться на её территории, сформулированных в результате разногласий по поводу степени либерализации авиации, заложенной в Конвенции о международной гражданской авиации 1944 года, также известной как Чикагская конвенция. США призывали к принятию стандартизированного набора правил, о которых страны могли договариваться между собой, однако большинство других стран были озабочены доминирующим положением, которое могли занять крупные американские авиакомпании в мировой авиации, если не будут приняты строгие правила.
В рамках конвенции удалось создать многостороннее соглашение, в котором соглашение о двух первых свободах, известное как Соглашение о транзите по международным воздушным линиям (IASTA) или «Соглашение о двух свободах», было открыто для подписания любыми странами. К концу 2017 года Соглашение было подписано 133 странами. Бразилия, Индонезия, Китай (за исключением Гонконга и Макао), Кыргызстан, Молдова, Таджикистан, Туркменистан, Белоруссия и Россия не присоединились к соглашению, а Канада вышла из него в 1988 году.
Стороны договорились о том, что третья, четвёртая и пятая свободы подлежат урегулированию в рамках двухсторонних соглашений между странами, однако «Соглашение о международных авиаперевозках», также известное как «Соглашение о пяти свободах», также было открыто для подписания любыми желающими странами.
С тех пор были добавлены некоторые другие «свободы». Не все они признаны на официальном уровне, однако соглашения о них были включены в международные двухсторонние договоры. Например, ещё до создания ЕЭС авиакомпания Aer Lingus имела право на пятую свободу в аэропорту Манчестера для полётов в некоторые страны Европы, а Pan Am имела право летать в Лондон.

## Обзор
Свободы воздушного пространства применяются к коммерческой авиации (перевозка пассажиров, грузов и почты за плату). Ниже в таблице приводится краткий обзор каждой свободы.
| Свобода   | Описание | Пример                                                                                        |
| --------- | --- | --------------------------------------------------------------------------------------------- |
| Первая    | Право пересекать воздушное пространство иностранного государства без посадки                                                   | Рейс из Сочи в Новосибирск нередко выполняется с полётом над территорией Казахстана.          |
| Вторая    | Право на дозаправку и обслуживание в иностранном государстве по пути в другую страну                                           | Рейс Торонто — Мехико, выполняемый канадской авиакомпанией, с остановкой в США на дозаправку. |
| Третья    | Право на полёт из своей страны в другую                                                                                        | Рейс Торонто — Чикаго, выполняемый канадской авиакомпанией                                    |
| Четвёртая | Право на полёт из другой страны в свою                                                                                         | Рейс Торонто — Чикаго, выполняемый американской авиакомпанией                                 |
| Пятая     | Право на полёт между двумя иностранными государствами в ходе перелёта, начинающегося или заканчивающегося в своей стране       | Рейс Бангкок — Куала-Лумпур — Доха, выполняемый катарской авиакомпанией                       |
| Шестая    | Право на полёт из иностранного государства в другое иностранное государство с остановкой в своей стране без технических причин | Рейс Дубай — Каир — Париж, выполняемый египетской авиакомпанией                               |
| Седьмая   | Право на полёт между двумя иностранными государствами без посадки в своей стране                                               | Рейс Куала-Лумпур — Джакарта, выполняемый итальянской авиакомпанией                           |
| Восьмая   | Право на полёт из одного аэропорта в другой в пределах одного иностранного государства с продолжением полёта в свою страну     | Рейс Чикаго — Нью-Йорк — Торонто, выполняемый канадской авиакомпанией                         |
| Девятая   | Право на полёт в пределах одного иностранного государства без продолжения полёта в свою страну                                 | Рейс Пекин — Шанхай, выполняемый итальянской авиакомпанией                                    |

## Первая свобода

Участники IASTA (и некоторые их зависимые территории)

Первая свобода предоставляет право пересекать воздушное пространство страны-участницы соглашения без посадки:31. Страны-участницы Соглашения о транзите по международным воздушным линиям предоставляют эту и вторую свободы другим странам-участницам, при условии использования транзитным воздушным судном выделенных воздушных коридоров.
К 2018 году к соглашению присоединились 133 страны, включая такие большие государства как США, Индия и Австралия. Однако Бразилия, Индонезия, Китай (за исключением Гонконга и Макао) и Россия не присоединились к соглашению, а Канада вышла из него в 1988 году. Эти крупные и стратегически расположенные страны осуществляют более строгий контроль своего воздушного пространства и предоставляют другим странам право на пролёт на основании двусторонних соглашений.
IASTA позволяет каждой стране-участнице взимать с иностранных авиакомпаний «разумную плату» за использование своих аэропортов (в случае использования второй свободы) и «инфраструктуры». По правилам IATA, такая плата не должна превышать взимаемой со своих авиакомпаний, осуществляющих международные перевозки. Такая плата взимается за право пересечения территории страны без посадки. Например, Федеральное управление гражданской авиации США, участник IASTA, в 2009 году взимало так называемую «плату за маршрут» в размере 33,72 долл. США за каждые 100 морских миль (ок. 190 км) пути по кратчайшему маршруту от точки входа воздушного судна в воздушное пространство, контролируемое США, до точки выхода из него. Кроме того, меньшая плата (так называемый океанский тариф) в размере 15,94 долл. США за 100 морских миль взимается за пролёт над международными водами, воздушное пространство над которыми контролируется США. Сюда входят некоторые участки Тихого, Атлантического и Северного ледовитого океанов. Страны, не являющиеся участницами IASTA, также взимают плату за пролёт над своей территорией. Так, Россия взимает высокую плату за пролёт, особенно на трансполярных маршрутах между Северной Америкой и Азией через Сибирь.

## Вторая свобода
Вторая свобода даёт право на техническую остановку без посадки или высадки пассажиров, выгрузки или погрузки груза. Право распространяется на остановку в одной стране для дозаправки или другого обслуживания по пути в другую страну.
Наиболее ярким примером использования второй свободы является аэропорт Шэннон, использовавшийся в качестве остановочного пункта для большинства рейсов через Северную Атлантику до конца 1960-х годов.
Таким же образом аэропорт Анкориджа использовался для дозаправки рейсов между Западной Европой и Восточной Азией, облетавших воздушное пространство Советского Союза до конца 1980-х годов. Аэропорт до сих пор используется некоторыми китайскими и тайваньскими авиакомпаниями во время рейсов в США и Торонто.
Самолёты, выполнявшие рейсы между Европой и Южной Африкой, останавливались на острове Сал недалеко от побережья Сенегала, поскольку многие африканские страны во времена апартеида отказывали южно-африканским авиакомпаниям летать над своей территорией. Аэропорт Гандера часто служил пунктом дозаправки для рейсов из СССР и ГДР в страны Карибского бассейна, Центральной и Южной Америки, в Мексику и на Кубу.
Большая дальность полёта современных пассажирских авиалайнеров позволяет реже использовать вторую свободу, однако она остаётся актуальной для грузовых авиакомпаний.

## Третья свобода
Третья свобода предоставляет право перевозить пассажиров и грузы из своей страны в другую.
Третья свобода была первой коммерческой свободой.

## Четвёртая свобода
Четвёртая свобода даёт право перевозить пассажиров и грузы из другой страны в свою.
Третья и четвёртая свободы, как правило, предоставляются одновременно в рамках двухсторонних соглашений между странами.

## Пятая свобода
Пятая свобода даёт авиакомпаниям право перевозить за плату пассажиров и грузы из одного иностранного государства в другое при полёте в свою страну. Примером пятой свободы может служить рейс авиакомпании Emirates из Дубая в Брисбен с продолжением полёта в Окленд, причём во всех пунктах посадки продаются билеты для полёта в любой из этих пунктов в любом направлении.
Пятая свобода была необходимым условием дальних перелётов до начала 1980-х годов, когда прогресс в авиации и рост пассажиропотока позволил предложить беспосадочные перелёты на большие расстояния. Зачастую авиакомпании планировали многочисленные остановки по пути к конечному пункту назначения, особенно на маршрутах между Европой и Африкой, Южной Америкой и Юго-Восточной Азией. Примером может служить рейс, предлагавшийся авиакомпанией Alitalia между Римом и Токио в середине 1980-х. Рейс делал промежуточные посадки в Афинах, Дели, Бангкоке и Гонконге. Такой маршрут практически совпадает с маршрутом Шёлкового пути. Полёты в соответствии с пятой свободой до сих пор имеют место в Восточной Азии, особенно на маршруте Токио — Бангкок — Гонконг, который обслуживают до четырёх различных авиакомпаний, не базирующихся ни в Таиланде, ни в Гонконге. Пятая свобода также активно используется в Европе, Южной Америке, в Карибском бассейне, в Северной Атлантике и в Тасмановом море. Пятой свободой также пользуются авиакомпании, желающие занять неиспользуемые или малоиспользуемые маршруты, либо авиакомпании, рейсы которых делают промежуточные остановки в соответствии со второй свободой.

## Шестая свобода
Неофициальная шестая свобода сочетает третью и четвёртую свободу и даёт право на перевозку пассажиров и груза из одной страны в другую с остановкой в своей стране.
Шестой свободой активно пользуются Cathay Pacific, Thai Airways International, Malaysia Airlines, Singapore Airlines и другие азиатские авиакомпании для перевозки пассажиров между Европой и Австралией (по маршруту, известному как Kangaroo Route). Авиакомпания American Airlines также перевозит пассажиров из Европы и Азии в другие страны Северной и Южной Америки с остановкой в американских аэропортах. British Airways осуществляет перевозку пассажиров из Америки в Азию через Лондон. Icelandair продаёт билеты из Европы в Северную Америку с остановкой в Исландии. Finnair на этом маршруте делает остановку в Хельсинки. Air Astana осуществляет перевозку пассажиров из стран Азии и Европы в страны Азии и Европы через Алма-Ату и Астану.

## Седьмая свобода
Неофициальная седьмая свобода является вариантом пятой свободы. Она даёт право перевозить пассажиров и грузы между двумя иностранными государствами без продолжения полёта в свою страну.
Седьмая свобода встречается редко, поскольку зачастую противоречит коммерческим интересам авиакомпаний. Исключение составляет Европа, где в свободном воздушном пространстве ЕС авиакомпании, особенно бюджетные, зачастую обслуживают рейсы между двумя аэропортами, ни один из которых не находится в их стране. Ryanair обслуживает большое количество таких рейсов. 2 октября 2007 года Великобритания и Сингапур подписали двухстороннее соглашение, предусматривающее неограниченное использование седьмой свободы (и всех остальных) начиная с 30 марта 2008 года.

## Восьмая свобода (последовательный каботаж)
Неофициальная восьмая свобода даёт право перевозить пассажиров и грузы между двумя и более аэропортами внутри одного иностранного государства. Также известна как каботаж.
Восьмая свобода крайне редко встречается за пределами Европы, где в рамках ЕС все страны имеют такое право по отношению к другим странам-членам ЕС. Ещё одним примером является Единый авиационный рынок (SAM), установленный соглашениями между Австралией и Новой Зеландией от 1996 года, и Протокол 2001 года к Протоколу о многостороннем соглашении о либерализации международных авиаперевозок (MALIAT) между Брунеем, Чили и Сингапуром.
В других случаях такие права обычно предоставляются в ограниченном числе случаев, когда местный рынок авиаперевозок значительно недоразвит. Известным примером являлось разрешение Pan Am летать между Франкфуртом и Западным Берлином в 1950—1980-х годах. Хотя в этом случае предоставление таких привилегий было продиктовано скорее политическими, чем коммерческими интересами — право на посадку в Западном Берлине имели только авиакомпании Франции, Великобритании и США. В 2005 году Великобритания и Новая Зеландия заключили соглашение о предоставлении неограниченных прав на каботаж. Учитывая огромное расстояние между государствами, соглашение имеет скорее политическое значение, чем отражает реальную рыночную ситуацию. В 1999 году Новая Зеландия заключила такое же соглашение с Ирландией.
Начиная с 1950-х и до начала 1970-х годов рейсы авиакомпании BOAC по маршруту Лондон — Нью-Йорк — Лос-Анджелес — Гонолулу позволяли пассажирам из Лондона делать остановки в США. В 1980—1990-х годах авиакомпания El Al получила такие же права в отношении пассажиров следующих по маршруту Тель-Авив — Лос-Анджелес или обратно с остановкой в Нью-Йорке.

## Девятая свобода (отдельный каботаж)
Право перевозить пассажиров или грузы внутри иностранного государства без продолжения полёта в свою страну или из своей страны.
Упомянутые выше соглашения в рамках ЕС также попадают в эту категорию.